# ホセ・ルイス・チラベルト
ホセ・ルイス・フェリックス・チラベルト・ゴンサレス（スペイン語: José Luis Félix Chilavert González, 1965年7月27日 - ）は、パラグアイ・ルケ出身の元サッカー選手、実業家。ポジションはゴールキーパー。日本ではサムデイと業務提携を結んでいた。
パラグアイ代表としては74試合に出場。PKやフリーキックを決めるGKとして有名。特にPKの名手で相手のキックを止めるだけで無く、自らキックを蹴り、失敗することはほとんど無かった(1994年11月当時、過去3年間28回のキックを全て成功させていた。)。1994年から1999年まで6年連続で南米ベストイレブンに選ばれた。元パラグアイ代表で1986 FIFAワールドカップに出場したロランド・チラベルトは兄である。

## 経歴
ルケの出身。1980年に15歳で街のクラブチーム、スポルティボ・ルケーニョ入団、すぐに先発GKを任され活躍、パラグアイユース代表にも選出されるなど頭角を現す。
1983年には一部リーグのグアラニーへ移籍。1985年からはアルゼンチンのサン・ロレンソでプレーする。1989年にスペインのレアル・サラゴサに移籍、リーガ・エスパニョーラでは最優秀外国人プレイヤーに選ばれた。
1992年アルゼンチンのCAベレス・サルスフィエルドに移籍、ここではチームメイトのFWホセ・オスカル・フローレスに向けて正確なロングフィードを合わせるなど、GKでありながらチャンスも演出していた。また1994年にはアルゼンチンの1部リーグにおいて、初めてFKから得点を決めた選手となった。同年のリベルタドーレスでは決勝までに2度PK戦を制し、自らもキッカーとしてPKを成功させ、決勝のサンパウロFC戦では、相手のシュートを1本止め、自身は2本目のキッカーとしてPKを成功させ、チームを南米チャンピオンに導いた。さらに同年のトヨタカップでもACミランの決定機をことごとく防ぎ、MVPに選ばれてもおかしくない活躍で、世界チャンピオンの座に就いた。1997年のレコパ・スダメリカーナ、リーベル・プレート戦では自らPKによる得点を挙げるとPK戦では自らが1番手のキッカーとして登場し、PKを外したが、相手2人のキックをセーブし優勝に大きく寄与した。
1996年には南米最優秀選手賞を受賞。GKの受賞はチラベルトが初めてであった。また、1995年と1997年には世界最優秀GKに選ばれている。
パラグアイ代表に初選出されたのは1989年。コパ・アメリカ1997でもアルゼンチン戦ではPKからゴールを決めた。1998 FIFAワールドカップでは4試合で失点を2つに抑え、チームを決勝トーナメント進出に導き、大会ベストイレブンに選出された。グループリーグのブルガリア戦では直接FKからゴールを狙ったシュートは枠内に飛ぶも、これを相手GKにセーブされたが、ワールドカップ史上初めて直接FKからゴールを狙ったGKとなった。2002 FIFAワールドカップにも出場、この大会でもグループリーグのスロベニア戦で直接FKからゴールを狙い、シュートは枠内に飛んだが、相手GKにセーブされた。代表チームではFKやPKで通算8得点を挙げた。
1999年のクルブ・フェロ・カリル・オエステ戦ではプロのGK史上初となるハットトリックを決めた。2000-01シーズンの冬に移籍したストラスブールでは、2部リーグ降格を防げなかったもののカップ戦では準決勝のFCナント戦でPKによる得点を決めて、決勝ではPK戦の末にアミアンSCを下して優勝、この時、最後にPKキッカーを務め、PKを成功させた。翌シーズンは1部リーグ復帰に貢献したが、2002年のワールドカップ後、新シーズンに向けてチームに戻った時にはオーバーウェィトになっていたことなどの理由でチームを解雇された。
2003年にはウルグアイのペニャロールに移籍。一度は引退を決意するもののベレスに誘われ2004年4月までプレーした。ヴェレスでは通算341試合48得点。2004年11月14日にチラベルトを含めたヴェレスOB対南米オールスターによる引退試合が行われ、オールスターチームにはイヴァン・サモラーノ、カルロス・バルデラマ、エンソ・フランチェスコリ、レネ・イギータらが出場、この試合においてイギータからPKによる得点を決めた。

## 引退後
引退後の2005年には、ストラスブールとの契約解除に際し偽造文書を使用した罪により、フランスの法廷から執行猶予付きの6ヵ月の収監を言い渡された。2006 FIFAワールドカップと2010 FIFAワールドカップでは、アメリカ合衆国内のスペイン語放送局であるユニビジョンの解説者を務めた。
2010年現在、アルゼンチンで環境エネルギーの会社を経営しているが、この会社は引退後に起こした会社である。
2022年6月、2023年投開票のパラグアイの大統領選挙に立候補すると表明した。

## エピソード
- 目標としていた選手は元西ドイツ代表のハラルト・シューマッハーであった[2]。
- ヴェレス時代の監督であったカルロス・ビアンチは世界で5本の指に入る優れたGKと評価していた[2]。
- フランス系移民の子孫であるため、名前の日本語表記はチラベルトではなく、“チラベル”がフランス語での発音に忠実である。名前の最後のTは発音しない。
- 1998年のキリンカップサッカーで来日した際、TBSスーパーサッカーの番組内において、1998 FIFAワールドカップで日本と対戦するアルゼンチン代表のプレーの特徴と攻略法を日本のマスコミに伝授した[1]。また、1998年10月10日のJOMO CUPでは海外のリーグ所属ながらゲストプレイヤーとして出場した。
- 2002 FIFAワールドカップでチラベルトを含むパラグアイ代表が長野県松本市をキャンプ地として使用したのを記念して、松本市では同年から「チラベルトカップ」が開催され[14]、現在に至るまで長野県内の3種（中学生年代）・4種（小学生年代）チームが集う大会として存続している。優勝・準優勝チームにはチラベルトの手形が入ったカップが授与される。またキャンプの際に「素晴らしいスタジアム（長野県松本平広域公園総合球技場）があるのに、なぜプロのクラブがないんだ?」とコメント。地元でJクラブ設立へ機運が高まった[15]。

## 代表歴

### 出場大会
- パラグアイ代表
  - 1989年8月27日 - 国際Aマッチ初出場 vs  コロンビア代表 [1]
  - 1998 FIFAワールドカップ
  - 2002 FIFAワールドカップ

### 試合数
- 国際Aマッチ 73試合 8得点（1989年-2003年）[16][17]

| パラグアイ代表 | 国際Aマッチ | 国際Aマッチ |
| 年             | 出場        | 得点        |
| -------------- | ----------- | ----------- |
| 1989           | 2           | 1           |
| 1990           | 0           | 0           |
| 1991           | 6           | 0           |
| 1992           | 0           | 0           |
| 1993           | 10          | 1           |
| 1994           | 0           | 0           |
| 1995           | 0           | 0           |
| 1996           | 6           | 1           |
| 1997           | 9           | 1           |
| 1998           | 10          | 0           |
| 1999           | 3           | 0           |
| 2000           | 13          | 2           |
| 2001           | 7           | 2           |
| 2002           | 5           | 0           |
| 2003           | 2           | 0           |
| 通算           | 73          | 8           |

### 得点
| # | 年月日         | 開催地                          | 対戦国       | 勝敗 | 試合概要                          |
| - | -------------- | ------------------------------- | ------------ | ---- | --------------------------------- |
| 1 | 1989年8月27日  | パラグアイ, アスンシオン        | コロンビア   | 2–1  | 1990 FIFAワールドカップ・南米予選 |
| 2 | 1993年8月15日  | パラグアイ, アスンシオン        | ペルー       | 2–0  | 1994 FIFAワールドカップ・南米予選 |
| 3 | 1996年9月1日   | アルゼンチン, ブエノスアイレス, | アルゼンチン | 1–1  | 1998 FIFAワールドカップ・南米予選 |
| 4 | 1997年6月17日  | ボリビア, コチャバンバ          | アルゼンチン | 1–0  | コパ・アメリカ1997                |
| 5 | 2000年10月7日  | コロンビア, ボゴタ              | コロンビア   | 2–0  | 2002 FIFAワールドカップ・南米予選 |
| 6 | 2000年11月15日 | パラグアイ, アスンシオン        | ペルー       | 5–1  | 2002 FIFAワールドカップ・南米予選 |
| 7 | 2001年9月5日   | パラグアイ, アスンシオン        | ボリビア     | 3–1  | 2002 FIFAワールドカップ・南米予選 |
| 8 | 2001年10月7日  | パラグアイ, アスンシオン        | アルゼンチン | 1–0  | 2002 FIFAワールドカップ・南米予選 |

## 個人タイトル
- IFFHS選定世界年間最優秀GK賞 : 3回（1995年, 1997年, 1998年）
- 南米ベストイレブン　1994年、1995年、1996年、1997年、1998年、1999年
- アルゼンチンリーグ年間最優秀選手賞 : 1回（1996年）
- 南米年間最優秀選手賞 : 1回（1996年）
- FIFAワールドカップ1998 オールスターチーム(大会公式優秀選手) : 1998
- IFFH選定20世紀世界最優秀GK : 6位（1999年）
- 20世紀の偉大なサッカー選手100人 : 55位（ワールドサッカー誌選出 1999）